# Мелеагр Гадарський
Мелеагр Гадарський (дав.-гр. Μελέαγρος ὁ Γαδαρεύς; 130, Гадара — 60 роки до н. е., Кос) — відомий давньогрецький поет, майстер епіграми.

## Життєпис
Народився в античному місті Гадара, тогочасній Палестині (сьогодні — Умм-Кайс у Йорданія). Був сином Евкрата. Замолоду навчався у Тірі. Потім переїхав на острів Кос. Тут він прожив усе своє життя. Розквіт творчості Мелеагра приходиться на 90-ті роки до н. е. Він здебільшого складав епіграми. У його доробку їх 134. Вони мали здебільшого сатиричний та любовний зміст.
Також Мелагр був першим, хто склав антологію з творів 40 давньогрецьких поетів. Назва антології — «Вінок».